# Laneuville-à-Rémy
Laneuville-à-Rémy è un comune francese situato nel dipartimento dell'Alta Marna nella regione del Grand Est. È nato il 1º gennaio 2012 dallo scorporo in due unità distinte del precedente comune di Robert-Magny-Laneuville-à-Rémy.

## Società

### Evoluzione demografica
Relativa al periodo in cui era comune unito
Abitanti censiti